# Pereute antodyca
Pereute antodyca är en fjärilsart som först beskrevs av Jean Baptiste Boisduval 1836.  Pereute antodyca ingår i släktet Pereute och familjen vitfjärilar. Inga underarter finns listade i Catalogue of Life.